# Ewangelia Łukasza

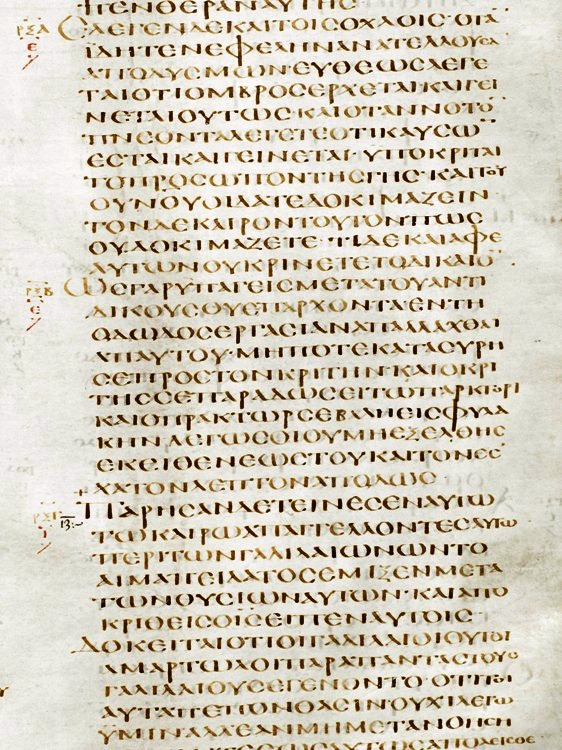
Fragment Ewangelii Łukasza w Kodeksie Aleksandryjskim z V wieku

Ewangelia Łukasza [Łk lub Łuk] – lub Ewangelia według świętego Łukasza – Ewangelia (z gr. ευαγγελιον dobra nowina) tradycyjnie umieszczana w kanonie Nowego Testamentu jako trzecia. Jej autor – według tradycji Łukasz Ewangelista, lekarz i towarzysz św. Pawła – jest także autorem Dziejów Apostolskich. Jest jedną z ewangelii synoptycznych. Ewangelię rozpoczyna zwrócenie się do „dostojnego Teofila” – gr. Theophilos oznacza przyjaciel Boga i niekoniecznie musi oznaczać imię, ale może być także ogólnym określeniem chrześcijanina.

## Autorstwo

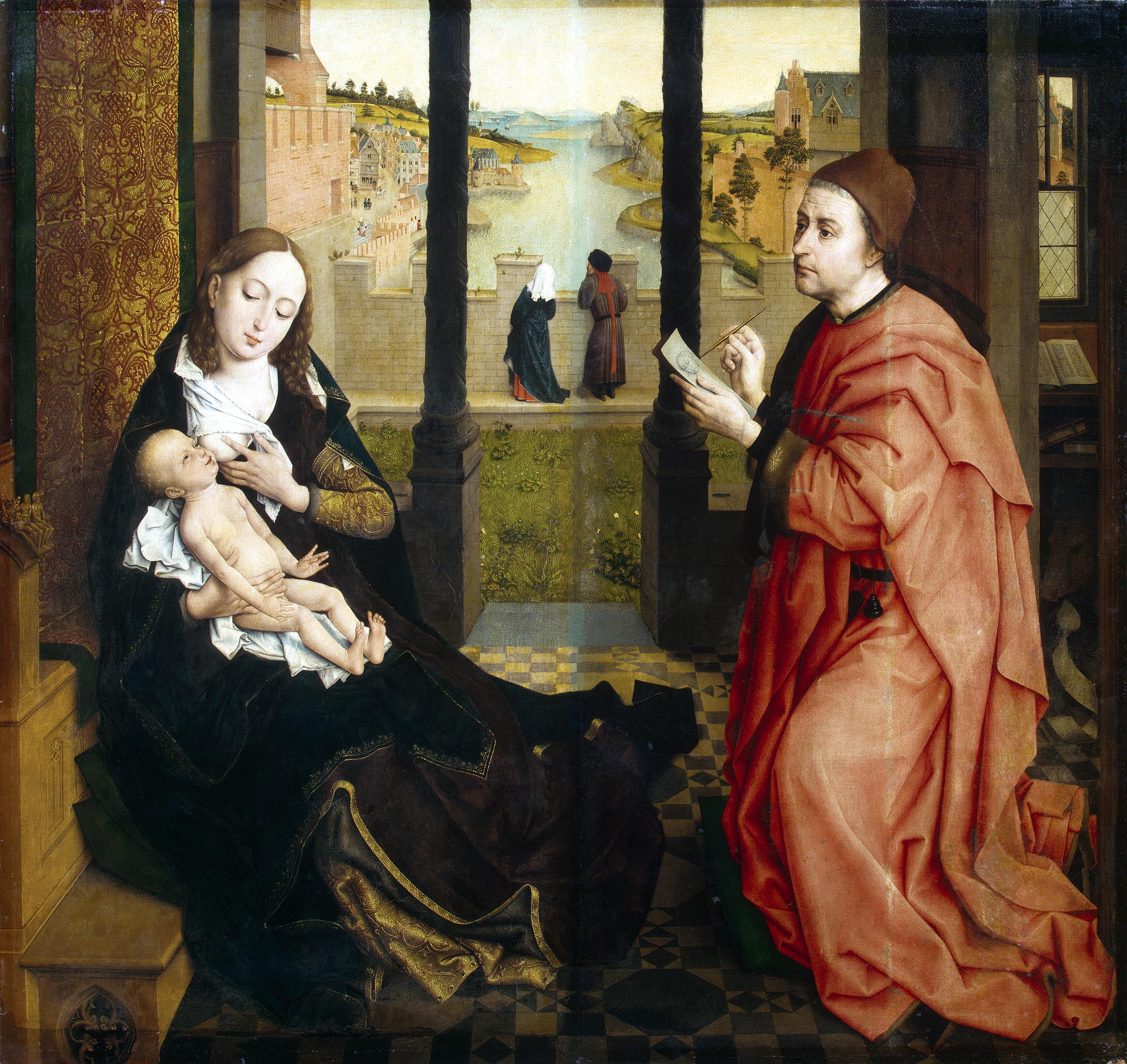
Obraz Rogiera van der Weydena pt. Św. Łukasz maluje portret Madonny ok. 1435–1440. Łukasz Ewangelista przedstawiony jest w czapce lekarza.

Autor Ewangelii Łukasza jest jednocześnie autorem innej księgi Nowego Testamentu – Dziejów Apostolskich. Obie te księgi dedykowane są tej samej osobie, łączą je podobieństwo stylu i poglądy teologiczne. W tej kwestii panuje powszechna zgoda uczonych.
Tradycja chrześcijańska sięgająca połowy II wieku n.e. przypisuje autorstwo Trzeciej Ewangelii i Dziejów Łukaszowi, towarzyszowi podróży misyjnych św. Pawła, którego Paweł wymienia w liście do zboru w Kolossach jako „ukochanego lekarza” (Kol. 4,14). Pierwszą wzmiankę o Łukaszowym autorstwie Ewangelii zawiera Fragment Muratoriego z 2. połowy II wieku n.e. Podobnie wczesnochrześcijańscy pisarze z II wieku uważają trzecią Ewangelię za pismo Łukasza: Ireneusz z Lyonu (Adv. haer. 3.1.1) Tertulian (Adv. Marcionem 4.2.2), tenże Marcjon i Klemens z Aleksandrii (Paedagogus 2.1.15 i Stromata 5.12.82). Najstarszy zachowany rękopis, Papirus Bodmer XIV z ok. 200 roku n.e., również przypisuje autorstwo tej samej osobie.
Według starochrześcijańskiej tradycji Łukasz poznał Pawła w Troadzie podczas jego drugiej podróży misyjnej (Dz.Ap. 16,6–15). Po raz drugi przyłączył się do niego w roku 57 (Dz.Ap. 20,1–15). Odtąd miał mu towarzyszyć aż do uwięzienia w Rzymie (II Tym. 4, 11).
Wedle Euzebiusza (Historia kościelna III,94) Łukasz był z pochodzenia Grekiem z Antiochii, z zawodu lekarzem. Według Epifaniusza (C. Jul. Orat. 4,69) po śmierci Pawła Łukasz podjął pracę misyjną w Dalmacji, Galii, Italii i Macedonii. Kościół czci go jako męczennika.
Głównym argumentem przemawiającym za słusznością utożsamienia autora Trzeciej Ewangelii i Dziejów Apostolskich z Łukaszem, towarzyszem Pawła, są cztery fragmenty w Dziejach Apostolskich, w biblistyce niemieckiej zwane „Wirstücke”, zaś w anglosaskiej „we-passages” – są to kolejno: Dz.Ap. 16,10–17; 20,5–15; 21,1–18; rozdziały 27 i 28. W tych czterech fragmentach narrator przemawia w pierwszej osobie liczby mnogiej, co sugeruje, że podróżował wraz z apostołem Pawłem.
Uczeni nie są zgodni w ocenie tego argumentu; jego przeciwnicy wskazują, że poza wskazanymi fragmentami nigdzie nie spotkamy bowiem narracji w pierwszej osobie, a imię Łukasza nie pojawia się w Dziejach ani razu. Zwolennicy bronią argumentu, wskazując zwyczaj nieujawniania się, motywowany skromnością lub bezpieczeństwem autora lub odbiorców, znany w pisarstwie starożytnym, także przez autorów innych ksiąg Nowego Testamentu (np. Ewangelia wg Marka, a zwłaszcza Jana, Listy Jana).
Związanym z tym argumentem faktem jest to, że Łukasz jako uczeń apostoła Pawła pisał o powstawaniu Kościoła. Księga Dziejów Apostolskich nie jest osobistym świadectwem jego przeżyć, doświadczeń i obserwacji (taki charakter ma Księga Objawienia Jana, w której autor w jako jedynej swojego autorstwa mówi o sobie z imienia), ale świadectwem działalności pierwszych chrześcijan, zwłaszcza apostołów – stąd wniosek, że Łukasz jako uczeń starał się na nich kierować uwagę.
Kolejnym argumentem wysuwanym przez zwolenników powyższej tezy jest fakt, że autor Dziejów używa specjalistycznych pojęć znanych z greckiej medycyny i wykazuje zainteresowanie dla problemów lekarskich. Mogłoby to sugerować, że właśnie Łukasz, lekarz z zawodu, napisał obie Księgi.
Ta argumentacja jest kwestionowana m.in. przez H. J. Cadbury’ego w „The Style and Literary Method of Luke”.

## Data powstania
Ponieważ wedle wszelkiego prawdopodobieństwa Ewangelia Łukasza i Dzieje Apostolskie powstały w tym samym czasie, w datowaniu Ewangelii Łukasza wykorzystuje się argumenty zaczerpnięte z tekstu Dziejów i odwrotnie.
W kwestii datowania istnieją rozbieżne opinie uczonych, wśród których można wyróżnić trzy główne stanowiska
- data wczesna – przed rokiem 70:

Za wczesną datą powstania Ewangelii Łukasza optowała większość dawniejszych uczonych katolickich i protestanckich. Narracja Dziejów Apostolskich urywa się na opisie pobytu św. Pawła w Rzymie w oczekiwaniu na proces przed sądem cesarskim, a jego późniejsze losy są przez autora przemilczane. Zdaniem m.in. A. Harnacka i E. Jacquiera ma to świadczyć, że Dzieje powstały jeszcze przed męczeńską śmiercią św. Pawła, który zginął ok. 64–67 r. Krytycy wskazują jednak, że zakończenie opowieści na pobycie i nauczaniu Pawła w Rzymie wynika z założeń redaktorskich i nie oznacza bynajmniej, że księga powstała przed śmiercią Pawła; T. Zahn i W. Ramsay w oparciu o analizę filologiczną wstępu wysunęli teorię, że Dzieje są drugą, po Ewangelii, częścią dzieła w zamierzeniu Łukasza trójczłonowego.
Biskup i uczony John A.T. Robinson uważa, iż Dzieje i Ewangelia Łukasza powstały między 57 a 62 rokiem naszej ery. Jako dowód podaje brak jednoznacznego odniesienia w Ewangelii Łukasza do zburzenia świątyni w Jerozolimie w roku 70.
- data środkowa – ok. 80–85:

Uczeni optujący za późniejszą datą wskazują, że fragmenty Łk 19,41–44 i 21,20–24 są nawiązaniem do zburzenia Świątyni Jerozolimskiej w roku 70 n.e., wobec czego samą Ewangelię należy datować po roku 70. Ponadto, wedle teorii dwóch źródeł, autor Ewangelii Łukasza korzystał z Ewangelii Marka, którą datuje się na koniec lat 60. I wieku, wobec czego Ewangelię Łukasza należy datować o kilka – kilkanaście lat później.
- data późna – po 125:

W XIX wieku niemiecki uczony, założyciel tzw. szkoły w Tübingen, Ferdinand Christian Baur, wysunął hipotezę, wedle której obie księgi przypisywane św. Łukaszowi powstały blisko połowy II wieku. Argument swój oparł na wskazaniu, iż poglądy teologiczne zawarte w księdze Dziejów Apostolskich są próbą pogodzenia dwóch rywalizujących nurtów w chrześcijaństwie – judeochrześcijan i chrześcijan nawróconych z pogaństwa. Baur i jego uczniowie argumentowali, że w Dziejach apostołowie Paweł i Piotr przedstawieni są niemal jako zgodni orędownicy tej samej postawy teologicznej, co jest zniekształceniem obrazu historycznego. Zdaniem Baura, dokonano tego w II stuleciu w celu zatarcia różnic między dwoma nurtami chrystianizmu, z których jeden odwoływał się do nauczania Piotra, a drugi do nauki Pawła.
Uczony Richard I. Pervo twierdził, że Ewangelia Łk wydaje się nosić ślady wpływu pism Józefa Flawiusza. Wedle tej teorii, pogląd Józefa Flawiusza uznający spis ludności z roku 6 (tzw. spis Kwiryniusza) za znaczący fakt w historii Palestyny miał wpływ na autora Ewangelii Łukasza, który – jako jedyny spośród Ewangelistów – podaje opowieść o powszechnym spisie, w czasie którego miał na świat przyjść Jezus. Gdyby więc autor Ewangelii Łukasza istotnie korzystał z pism Flawiusza, jego dzieło mogło powstać nie wcześniej niż pisma Józefa.
Nowe studium teologii Ewangelii Łukasza i Dziejów Apostolskich pióra J.B. Tysona wskazuje, iż ostateczna redakcja pism mogła mieć miejsce dopiero w połowie II wieku w epoce sporu chrześcijańskiej z Marcjonem i jego zwolennikami.
Obecnie wśród uczonych – zwłaszcza akceptujących teorię dwóch źródeł – panuje dość powszechna zgoda, że omawiane utwory powstały ok. 80–85 roku.

## Styl i język
Łukaszowi przypisuje się wysokie wykształcenie spośród reszty ewangelistów. Jego styl pisarski wyróżnia się wielkim pięknem i elegancją greckiego dialektu koine. Bogactwo słownictwa dorównuje starożytnym pisarzom, takim jak: Dioskorydes, Polibiusz, czy Józef Flawiusz. Pisarz trzeciej ewangelii jest najlepiej obeznany z fachową terminologią z zakresu sądownictwa, polityki, czy administracji. Gdy Łukasz swój tekst opiera na źródle ewangelisty Marka, zdarza się, że poprawia jego terminologię w miejscach, gdzie jest ona nieprecyzyjna w danym kontekście. Jako jedyny z synoptyków używa terminu Soter, soteria (Wybawca, wybawienie). Badania nad tekstem Łukasza pokazują, że niemal 90% jego słownictwa (łącznie z tekstem znajdującym się tylko w jego dziele) występuje w Septuagincie, a szczególnie w tekstach historycznych Starego Testamentu. Jego retoryka i struktura kompozycyjna różnią się od retoryki grecko-łacińskiej; stąd bierze się fakt, że w jego ewangelii znajdujemy najwięcej semityzmów, a nawet całych zwrotów i terminów hebrajskich, niż u pozostałych ewangelistów. Stąd niektórzy uczeni dochodzą do wniosku, że Łukasz był Żydem z diaspory, dobrze wykształconym w kulturze greckiej. Jeszcze inni są zdania, iż niektóre partie tekstu ewangelii Łukasza były zapisem w języku hebrajskim lub aramejskim, a następnie zostały przez niego przetłumaczone na grecki i włączone przez niego do ewangelii.

## Źródła Ewangelii

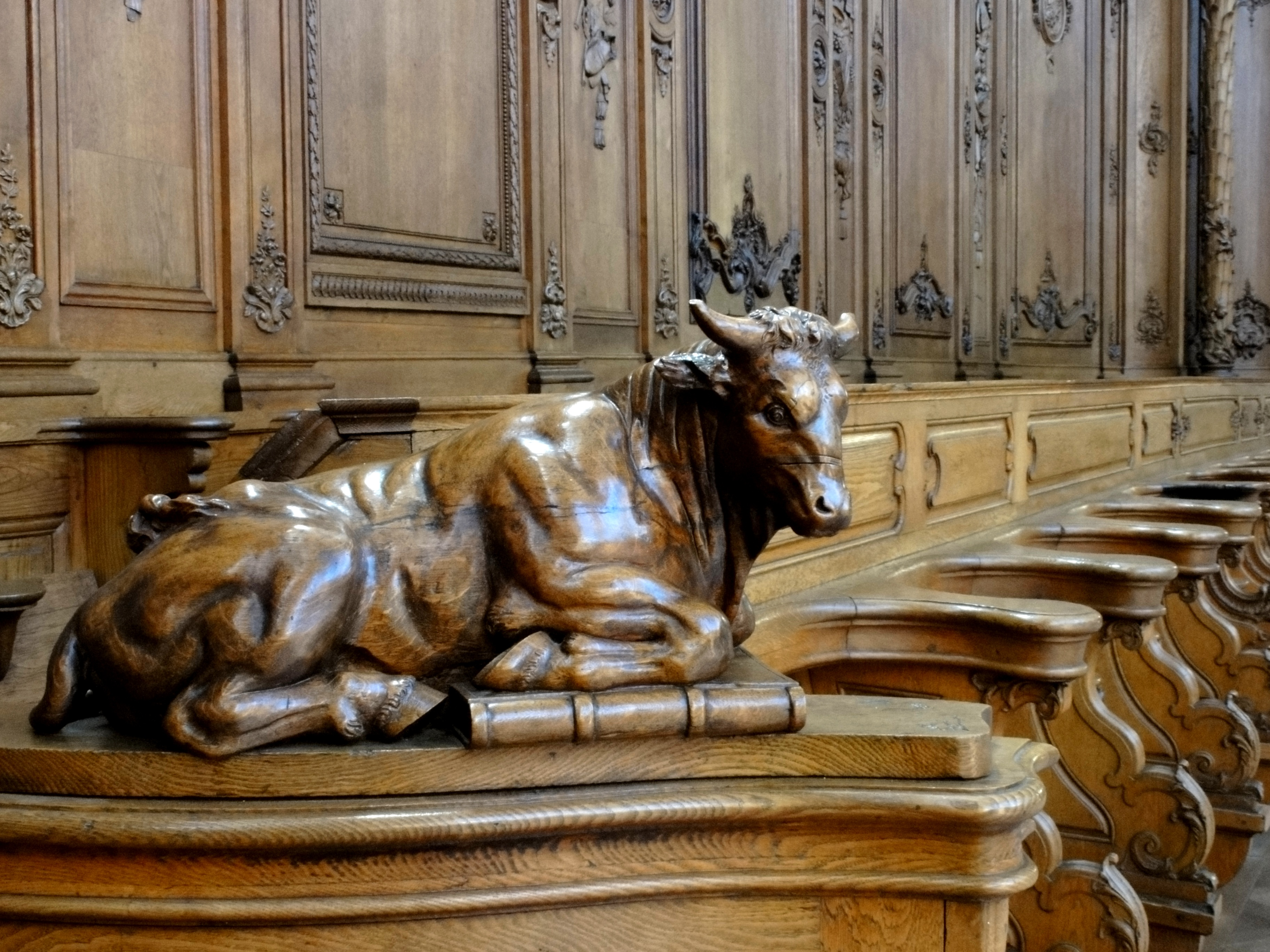
Opactwo Saint-Étienne de Marmoutier, Alzacja, Francja – wsparty na księdze byk, symbol Łukasza Ewangelisty

W prologu Ewangelii czytamy, że jej autor opierał się na innych Ewangeliach i na informacjach zasłyszanych od „naocznych świadków” i „sług słowa”. Natomiast uczeni na podstawie wewnętrznej analizy tekstu Ewangelii stwierdzili, że Łukasz opierał się głównie na trzech źródłach: Ewangelii Marka, przypuszczalnym źródle greckim, zwykle nazywanym Q, i wyjątkowym źródle, często określanym jako własny materiał Łukasza, które mogło mieć charakter pisany albo ustny.
Ogółem, na 1149 wersów Ewangelii Łukasza, 320 jest zaczerpniętych z Ewangelii Marka, i 830 z pozostałych dwu źródeł, w tym ok. 250 ze źródła Q i reszta – 580 – z własnego źródła Łukaszowego.
Z Ewangelii Marka autor Ewangelii Łukasza przejął sześć bloków materiału, zachowując jego oryginalny porządek, i weń wmieszał materiał ze źródła Q i materiał własny. Sporą część epizodów z Marka pominął, a część opracował na nowo. Nigdy nie kopiował niewolniczo materiałów, często redagował tekst Marka, poprawiając jego grekę tak stylistycznie, jak i językowo.
Uczeni dyskutują, czy niektóre fragmenty z materiału własnego Łukasza wiążą się z materiałem Ewangelii Jana (jak np. namaszczenie stóp Jezusa przez kobietę, fragment o Łazarzu, Marcie i Marii, pojawienie się Jezusa po zmartwychwstaniu w Jerozolimie i inne).

## Adresaci
Liczne szczegóły w Ewangelii Łukasza sugerują, że jej autor pisał dla potrzeb gminy chrześcijańskiej złożonej z wiernych nawróconych z pogaństwa. Do szczegółów tych należą dedykacja w prologu Łk i Dz dla patrona o greckim imieniu Teofil, troska o powiązanie historii Jezusa i apostołów z tradycją grecko-rzymskiej literatury, wyłączenie ze źródła elementów lub materiałów wybitnie żydowskich, zastąpienie tytułów żydowskich greckimi (np. zamiast „rabbi” – „epistates”) i pominięcie niezrozumiałych dla greckojęzycznego audytorium słów semickich.
Zarówno w prologu do Ewangelii Łukasza, jak i w prologu do Dziejów Apostolskich mamy bezpośrednią dedykację do ‘dostojnego Teofila’. Dedykacja ta nie jest jednak krytycznie pewna. Oryginalny tekst grecki pierwotnie był zapisany stychami, tzn. bez żadnych spacji, znaków interpunkcyjnych itd. Oznacza to, że oryginalne ‘KRATISTETHEOPHILE’ możemy odczytać zarówno jako 'dostojny Teofilu (KRATISTE THEOPHILE, jak dokonał tego św. Hieronim, a w ślad za nim poszły wszystkie tłumaczenia), jak i jako ‘dostojny przyjacielu Boga’ (KRATISTE THEO PHILE), co nawet bardziej potwierdza uniwersalizm dwu-dzieła Łukasza – pisał do każdego, kto zechciał być przyjacielem Boga.

## Układ
Ewangelia Łukasza ma układ podobny do Ewangelii Marka, z tym że zawiera dodatkowo część wstępną – narodzenie i życie ukryte Jana Chrzciciela oraz Jezusa (1,5–2,52).
Kolejne części dzieła to:
1. Prolog 1,1–4.

A. Zapowiedź tajemnicy paschalnej i podstawy dzieła Jezusa – 1,4–9,50
1. Jezus i Jan Chrzciciel, zwiastowanie, narodziny, 12-letni Jezus w Świątyni, rodowód Jezusa, Przygotowanie jego działalności 1,4–4,44.
2. Działalność Jezusa w Galilei 4,14–9,50.

B. Droga Jezusa do Jerozolimy w celu realizacji tajemnicy paschalnej 9,51–19,27.
1. Obietnica Królestwa Bożego 9,51–13,21.
2. Pouczenie o warunkach przynależności do Królestwa Bożego 13,22–17,10.
3. Królestwo Boże obecne jest pośród wiernych 17,11–19,27.

C. W Jeruzalem, męka i zmartwychwstanie 22,1–24,52.
1. Wjazd do Jerozolimy, przepowiednia zniszczenia miasta, wypędzenie kupców ze Świątyni i nauczanie w niej, polemiki z Żydami, mowa eschatologiczna 19,28–21,38.
2. Droga Jezusa na krzyż, tj. spisek uczonych w piśmie, zdrada Judasza, Ostatnia Wieczerza, proces Jezusa, zaparcie się Piotra.
3. Zmartwychwstanie 24,1–53.

## Szczególne akcenty
W Ewangelii Łukasza wiele miejsca poświęca się na:
- przekazanie prawdy o miłosierdziu Bożym, m.in. w przypowieści o dobrym samarytaninie (r. 10, 25–37), o synu marnotrawnym (r. 15, 11–32), o nieurodzajnym drzewie figowym (r. 13, 6–9),
- ukazanie roli kobiet w ewangelizacji, a szczególnie roli Marii,
- szczegółowy opis narodzenia Jezusa.